# Wilberhofen
Wilberhofen ist ein Ortsteil der Gemeinde Windeck an der Sieg. Mit Wilberhofen verwachsen, aber durch die Kreisstraße 55 getrennt ist der Ortsteil Rossel. Wilberhofen ist 1575 auf einer Karte von Arnold Mercator als Wilbereickhouen verzeichnet.

## Kapelle zur hl. Adelgundis und zum hl. Rochus
Bereits am 1. August 1506 berichtet Ritter Bertram von Nesselrode in einer Urkunde der Antoniusstiftung über eine Kapelle in Wilberhofen. Bis ins 17. Jahrhundert wohnten die Dattenfelder Pfarrer im Ort, da sie hier die meisten Besitzungen hatten. Dementsprechend wurden die meisten Messen auch in der Kapelle abgehalten, nur die Sonntagsmessen wurden in Dattenfeld abgehalten. Die frühe Kapelle wurde vermutlich im Dreißigjährigen Krieg zerstört, da 1703 eine neue Kapelle benediziert wurde.

### Adelgundis-Kapelle
Diese Adelgundis-Kapelle ist ein 11,60 Meter langer und 6,10 Meter breiter Bruchsteinbau mit dreiseitigem Chorabschluss. Der geschlossene Dachreiter beherbergt zwei Glocken und ist wie das Dach verschiefert. In dem Altteil steht eine Statue der heiligen Adelgundis mit Äbtissinnenstab und einem Modell der Kapelle. Prunkstück ist der Barockaltar von 1720 mit einer neueren Marienstatue, die 1984 renoviert wurde. Er stammt vermutlich aus der unten erwähnten alten Rochuskapelle. Im Altbau ist außerdem eine Orgel untergebracht. Nach mehreren Anläufen, die durch vorherige Inflationen scheiterten, wurde schließlich genug Geld gesammelt, um einen Erweiterungsbau zu errichten.

### Rochus-Kapelle
1951 wurde Richtfest gefeiert, am 11. Oktober 1953 wurde der Erweiterungsbau eingeweiht. Es handelt sich um einen verputzten Bruchsteinbau mit geradem Chorabschluss und ziegelgedecktem Dach. Der Bau hat eine Länge von 16,30 Meter und eine Breite von 8,10 Metern. Er bietet 150 Sitzplätze. Der helle Chor wirkt vor allem durch seine unverputzte Bruchsteinwand und das große Holzkreuz des Bildhauers Hans Scheble aus Ellwangen. Der Altarblock ist aus rotem Eifeler Sandstein. Neben den 1960 ebenfalls von Hans Scheble geschaffenen Kreuzwegstationen aus Terrakotta fällt vor allem die Barockfigur des heiligen Rochus auf. Der Pestheilige ist als Wanderer mit Stab dargestellt, der auf sein beulenbedecktes Knie weist. Ihn begleitet ein Hund, dieser trägt ein Stück Brot in der Schnauze, versorgt ihn also als einziger mit Nahrung. Diese Statue stammt aus der alten Rochuskapelle zwischen Bahnhof und Forsthaus. Sie wurde wegen des Eisenbahnbaus 1860 niedergelegt und gehörte vermutlich zu einem 1590 erwähnten Rochus-Haus, in dem vermutlich Pestkranke aus Dattenfeld untergebracht waren.

## Verkehr

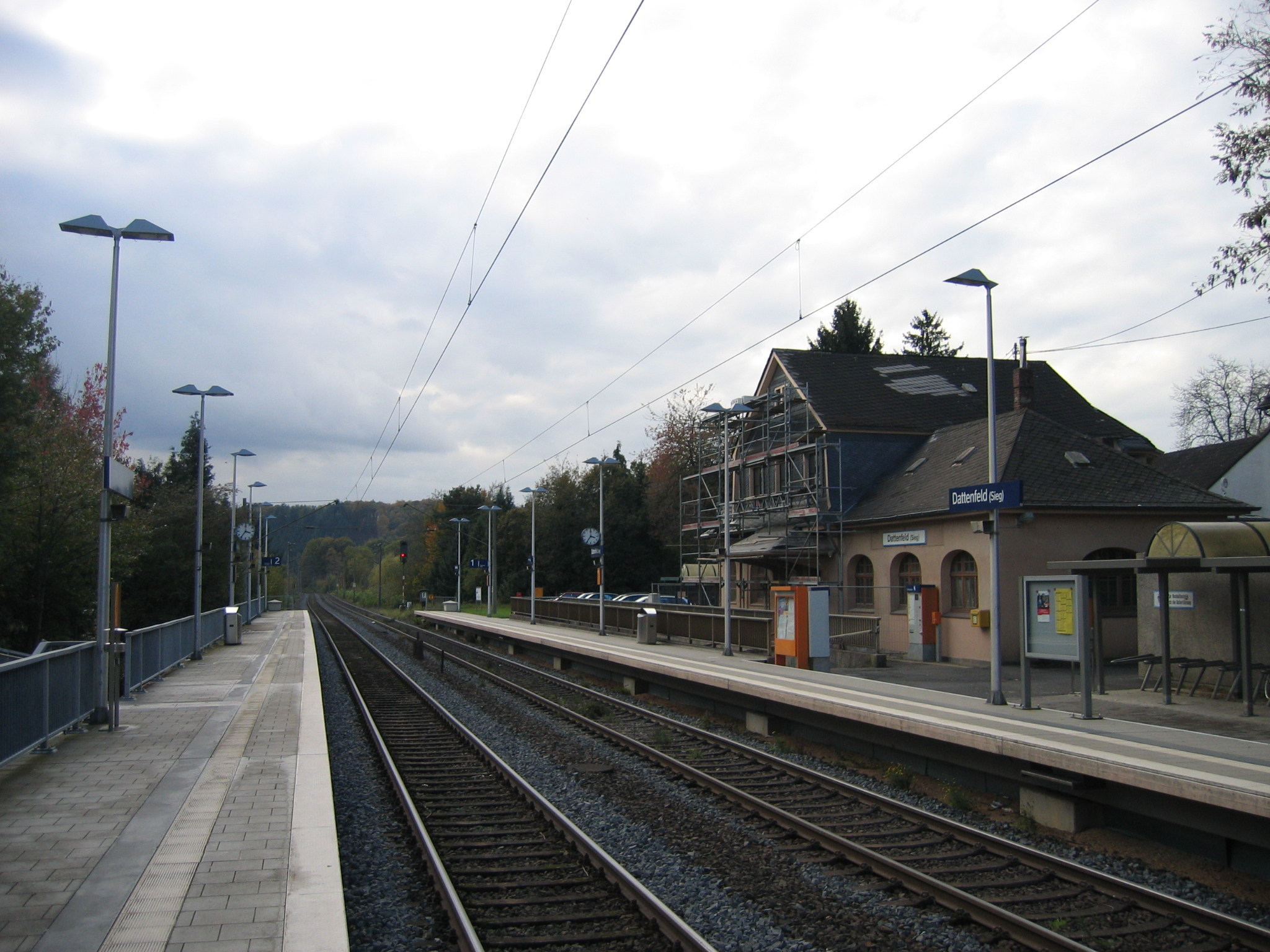
Die S-Bahn-Station Dattenfeld liegt in Wilberhofen

Wilberhofen ist über die Landesstraße 333 erreichbar und mit der S 12 über die Siegstrecke. Der Haltepunkt Dattenfeld liegt direkt im Ort.

## Dorffeste
- Maifest (30. April/1. Mai)
- Rochusfest (3. Wochenende im August)
- Höffjesfest

## Wasserversorgung
Die Ortschaft Wilberhofen verfügt über eine eigene Trinkwasserversorgung.

Die Trinkwasserversorgung besteht aus:
- Brunnen (1952 gebohrt)
- Pumpenhaus mit Aufbereitung (Entsäurung, Filterung, UV-Entkeimung)
- 1,8 Kilometer Pumpleitung
- Hochbehälter mit 200 m³ Fassungsvermögen
- 5,3 km Trinkwasserleitungsnetz

Das Trinkwasser (Rohwasser) wird am Brunnen mittels Pumpen aus einer Tiefe von ca. 9 Meter gefördert und anschließend aufbereitet. Von dort aus wird das aufbereitete Trinkwasser über eine Pumpleitung zum 80 Meter höher gelegenen Hochbehälter gefördert. Ab dem Hochbehälter erfolgt die Versorgung der Haushalte des Ortes mit Trinkwasser über das Trinkwasserleitungsnetz.
Die durchschnittliche Tagesförderleistung an Trinkwasser liegt bei 65 bis 70 Kubikmeter.